# Jules Bury
Jules Désiré Bury (ur. w 1862 w Forchies-la-Marche, zm. w XX wieku) – belgijski strzelec, olimpijczyk, medalista mistrzostw świata.
Brał udział w Letnich Igrzyskach Olimpijskich 1900. Został sklasyfikowany w czterech konkurencjach indywidualnych i jednej drużynowej. Najwyższe miejsce indywidualnie (7. pozycja ex aequo ze Szwajcarem Alfredem Grütterem), zajął w strzelaniu z karabinu dowolnego stojąc z odl. 300 m. W jedynej konkurencji drużynowej, uplasował się na szóstym miejscu.
Jules Bury zdobył tylko jeden medal mistrzostw świata. W 1910 roku w holenderskim Loosduinen, zajął trzecie miejsce w drużynowej konkurencji karabinu dowolnego z trzech pozycji z odl. 300 m.

## Wyniki olimpijskie
| Igrzyska   | Konkurencja                                     | Wynik                                                                                             | Miejsce     | Źródło |
| ---------- | ----------------------------------------------- | ------------------------------------------------------------------------------------------------- | ----------- | ------ |
| Paryż 1900 | Karabin dowolny, trzy postawy, 300 m            | 821 punktów Pozycja leżąca: 270 punktów Pozycja klęcząca: 269 punktów Pozycja stojąca: 282 punkty | 22 (na 30)  | [ 1 ]  |
| Paryż 1900 | Karabin dowolny, trzy postawy, 300 m, drużynowo | 4166 punktów drużynowo (821 punktów indywidualnie)                                                | 6 (na 6)    | [ 2 ]  |
| Paryż 1900 | Karabin dowolny klęcząc, 300 m                  | 269 punktów                                                                                       | 24 (na 30)  | [ 3 ]  |
| Paryż 1900 | Karabin dowolny leżąc, 300 m                    | 270 punktów                                                                                       | 28T (na 30) | [ 4 ]  |
| Paryż 1900 | Karabin dowolny stojąc, 300 m                   | 282 punkty                                                                                        | 7T (na 30)  | [ 5 ]  |

## Medale na mistrzostwach świata
Opracowano na podstawie materiału źródłowego:
| Mistrzostwa     | Konkurencja                          | Wynik        | Miejsce |
| --------------- | ------------------------------------ | ------------ | ------- |
| Loosduinen 1910 | Karabin dowolny, trzy pozycje, 300 m | 4786 punktów | 3       |